# Élections législatives grecques de 1958
Les élections législatives grecques du 11 mai 1958 donnent une majorité absolue stable, 171 sièges à l'Union nationale radicale,.